# Krommewalbrug
De Krommewalbrug is een metalen basculebrug over de Leie in de stad Gent. De basculebrug werd geopend  in 1993 en bestaat uit twee overspanningen van 6,8 m en 11,95 m. De brug is 18,75 m lang en 14,14 m breed. De brug wordt beheerd door De Vlaamse Waterweg.
De brug kantelt met behulp van de zwaartekracht. Op ongeveer 2/3 zit onderaan de brug een scharnierpunt, en aan de korte kant hangt een waterbak. Om de brug open te kantelen, wordt de waterbak gevuld met Leie-water. Om de brug terug dicht te kantelen, laat men de waterbak opnieuw leeglopen.
De Krommewalbrug werd in 1998 genomineerd voor de Staalbouwwedstrijd.
Tussen de Krommewalbrug en de Zuivelbrug hangt aan de noordzijde van de Leie een jaagpad aan de huizen.

## Geschiedenis
Reeds in 1837 besliste de Gentse gemeenteraad om op deze plek een brug te bouwen. Door gebrek aan financiële middelen werd het project steeds uitgesteld. Op 17 juli 1861 werd bij Koninklijk Besluit de locatie van de brug vastgelegd. Uiteindelijk werd in 1875 een metalen draaibrug uit gewalst en geklonken staal gebouwd, die in 1876 werd geopend. De metalen brug was onderhevig aan "de elementen" en moest regelmatig hersteld worden. Dit gebeurde in 1896/98, 1906, 1932, 1953 en 1964. Bij de herstelling in 1971-1972 werd enorme schade vastgesteld aan de dragende elementen van de brug. Metalen liggers werden vervangen door gewapend beton. Beide uiteinden van de brug werden ingebetonneerd en verankerd aan de bruggenhoofden. Vanaf dan was de brug geen draaibrug meer. In 1991-1992 werd de brug vervangen door de huidige basculebrug. De fundering van de draaibrug waarop het scharnierpunt stond bleef bestaan en dient nu als fundering voor de pijlers van de huidige brug.
Tussen januari en juni 2025 werd de brug, die leed door de decennia zwaar verkeer, vervangen, en is ze niet bruikbaar. Voor voetgangers en fietsers is er tijdens de werken een klein brugje naast gelegd.
Academiebrug · Albertina Sisulubrug · André Denysbrug · Appelbrug · Asselsbrug · Bargiebrug · Bataviabrug · Bavobrug · Beekstraatbrug · Blaarmeersenbrugbrug · Brug der Keizerlijke Geneugten · Brugsevaartbrug · Buchtenbrug · Buchtenspoorbrug · Calcuttabrug · Charles Marcellisbrug · Contributiebrug · Dampoortbrug · Destelbergenbrug · Drongenbrug · Ekkergembrug · Emiel Clausbrug · Europabrug · Eversteinbrugbrug · Eversteinspoorbrug · Ferdinand Lousbergsbrug · François Laurentbrug · Fransevaartbrug · Gaardeniersbrug · Gasmeterbrug · Gebroeders Van Eyckbrug · Gentbruggebrug · Goedingebrug · Grasbrug · Griendijkbrug · Groendreefbrug · Groene Valleibrug · Groot-Brittanniëbrug · Grootdokbrug · Guldenmeersbrug · Heernisspoorbrug · Heinakkerbrug · Hoofdbrug · Hospitaalbrug · Hundelgembrug · Hutsepotbrug · Industriebrug · Jan Palfijnbrug · John Kennedybrug · Jozef Ghuislainbrug · Kaaksmetebrug · Kappebrug · Keizerbrug · Keizerviaduct · Ketelbrug · Klaverbladbrug · Koning Albertbrug · Koning Willembrug · Krommewalbrug · Langerbruggebrug · Leiebrug · Lievebrug · Louisa d'Havébrug · Maaltebrug · Malemvoetbrug · Mariakerkebrug · Matadibrug · Meierijbrug · Melkhambrug · Mendonkbrug · Merelbekebrug · Meulestedebrug · Minnemeersbrug · Moskoubrug · Muidebrug · Muinkbrug · Napoleon de Pauwbrug · Nieuwbrug · Nieuwebosbrug · Nieuwekalebrug · Nieuwescheldebrug · Nieuwevaartbrug · Oktrooibrug · Onthoofdingsbrug · Ottergembrug · Oudescheldebrug · Parkbosbruggen · Pontbrug · Predikherenbrug · Rabotbrug · Recolettenbrug · Rietkenbrug · Rozemarijnbrug · Sint-Agnetebrug · Sint-Antoniusbrug · Sint-Denijsbrug · Sint-Jorisbrug · Sint-Lievensbrug · Sint-Lievensviaduct · Sint-Martinusbrug · Sint-Michielsbrug · Skaldenbrug · Slachthuisbrug · Snepbrug · Snepdijkbrug · Snepvoetbrug · Spanjeveerbrug · Stropbrug · Stropspoorbrug · Ter Platenbrug · Theresianenbrug · Tolhuisbrug · Tweegatenbrug · Verapazbrug · Verlorenkostbrug · Viaduct van Gentbrugge · Visserijkombrug · Vleeshuisbrug · Voorhavenbrug=Wiedauwkaaibrug · Waalbrug · Walpoortbrug · Warmoezeniersbrug · Watermolenbrug · Westerringspoorbrug · Wijdenaardbrug · Wondelgembrug · Zoé Borluutbrug · Zomerweibrug · Zuiderlaanbrug · Zuivelbrug · Zwijnaardebrug · Zwijnaardekanaalbrug · Zwijnaardekasteelbrug